# Янг, Одесса
Одесса Янг (англ. Odessa Young; род. 11 января 1998) — австралийская актриса.

## Биография
Одесса Янг начала сниматься в возрасте 11 лет. Перед тем как дебютировать в кино она снималась в сериалах «Страна чудес» и «Хитрый бизнес».
В 2015 году сыграла главную роль в фильме «В поисках Грейс», а также снялась в фильме «Дочь», за роль в котором была награждена премией «AACTA» за лучшую женскую роль.
В 2017 году снималась в веб-сериале «High Life», за что была награждена премией «IAWTV» в категории лучшая актриса.

## Фильмография
| Год  |   | Русское название              | Оригинальное название             | Роль             |
| ---- | - | ----------------------------- | --------------------------------- | ---------------- |
| 2015 | ф | Дочь                          | The Daughter                      | Хедвиг           |
| 2015 | ф | В поисках Грейс               | Looking for Grace                 | Грейс            |
| 2017 | ф | Смерть на Аляске              | Sweet Virginia                    | Мэгги Рассел     |
| 2017 | с | High Life                     | High Life                         | Женевьева        |
| 2018 | ф | Миллион мелких осколков       | A Million Little Pieces           | Лили             |
| 2018 | ф | Нация убийц                   | Assassination Nation              | Лили             |
| 2018 | ф | Во всё тяжкое                 | The Professor                     | Оливия           |
| 2020 | с | Противостояние                | The Stand                         | Фрэнни Голдсмит  |
| 2020 | ф | Ширли                         | Shirley                           | Роза Немсер/Пола |
| 2021 | ф | Материнское воскресенье       | Mothering Sunday                  | Джейн Фэрчайлд   |
| 2022 | с | Лестница                      | The Staircase                     | Марта Рэтлифф    |
| 2023 | ф | Манодром                      | Manodrome                         | Сэл              |
| 2024 | ф | Проклятые                     | The Damned                        | Ева              |
| 2024 | ф | Безмолвное братство           | The Order                         | Зила             |
| 2025 | ф | Избавь меня от небытия        | Deliver Me From Nowhere           | Фэй              |
| 2025 | с | Узкая дорога на дальний север | The Narrow Road to the Deep North | Эми Малвэни      |
| 2025 | с | Чёрный кролик                 | Black Rabbit                      | Джин             |